# Masacre de Juliaca
La masacre de Juliaca corresponde a unos episodios violentos del 9 de enero de 2023, en que la Policía Nacional del Perú disparó contra los manifestantes en Juliaca durante la paralización de Puno en el contexto de las protestas de 2023. Al menos 18 manifestantes murieron y más de 100 resultaron heridos, además de que todas las muertes se atribuyeron a heridas de bala. Un policía también falleció quemado aquel día por perpetradores, quienes fueron detenidos el 25 de marzo de 2023.
El suceso fue el más mortal en el país dentro del desarrollo de la convulsión social, llegando a ser calificado como masacre por algunos medios. Los medios locales criticaron la respuesta de los medios nacionales, resaltando que los eventos en Juliaca fueron pasados por alto. La Comisión Interamericana de Derechos Humanos condenó la violencia perpetrada por la PNP.

## Antecedentes

### Represión policial de 1965
Los antecedentes del suceso dataron en 1965, durante el gobierno de Fernando Belaúnde, en que participó la policía y las fuerzas del Ejército. Tuvo de resultado 5 fallecidos, quienes fueron homenajeados como Mártires del 4 de noviembre.

### Eliminación de pautas de proporcionalidad e incidentes en Ayacucho de 2022
El uso de la fuerza por parte de las autoridades del gobierno peruano ha sido criticado por grupos de derechos humanos, como la Coordinadora Nacional de Derechos Humanos, ya que la policía y las tropas a menudo utilizan la violencia con impunidad. Human Rights Watch declaró en ese momento que «el uso excesivo de la fuerza por parte de agentes estatales es un problema persistente en Perú. Las reglas para el uso de la fuerza por parte de las fuerzas de seguridad no cumplen con los estándares internacionales», y el grupo de derechos humanos informó que el Congreso, en el año 2020 (durante el gobierno de Martín Vizcarra), había eliminado las pautas de proporcionalidad con respecto al uso de la fuerza por parte de la policía nacional.
El 15 de diciembre de 2022, manifestantes en Ayacucho se acercaron al Aeropuerto Coronel FAP Alfredo Mendívil Duarte con el objetivo de tomarlo. El aeropuerto estaba resguardado por efectivos del Ejército y la Policía Nacional en virtud de la declaratoria de estado de emergencia. Grupos de derechos humanos informaron que miembros del Ejército Peruano fueron vistos disparando a civiles que protestaban en un evento descrito como una represión. En total, hubo 10 civiles muertos y más de 52 heridos, además de 14 efectivos heridos. Los heridos fueron enviados a atención en la Red de Huamanga y en el Hospital Regional de Ayacucho, siendo el 90% de las lesiones por arma de fuego según el sistema regional de salud de Ayacucho. Acorde a Wayka, el evento no fue cubierto como portada por los medios de comunicación de Lima. Académicos y organizaciones de derechos humanos condenaron el uso excesivo de la fuerza por parte de las autoridades peruanas, mientras que la ministra de Cultura y la ministra de Educación renunciaron al recién formado gobierno de Dina Boluarte en respuesta.

### Radicalización de protestas
El 28 de diciembre de 2022 se realizó una reunión en Arequipa donde se acordó reanudar las manifestaciones el 4 de enero de 2023. El 31 de diciembre, en la Casa del Maestro de Juliaca, diversos dirigentes puneños se reunieron para acordar la radicalización de las protestas. La reunión fue convocada por Amador Núñez Díaz, presidente de las Organizaciones Populares de Puno y se acordó el rechazo al diálogo con el gobierno de Dina Boluarte «caso contrario, serían sancionados», el envío de representantes para la Segunda Marcha de los Cuatro Suyos y la radicalización de las manifestaciones que debían «llevarse a cabo de manera contundente».

### Paro general de Puno, intento de toma de aeropuerto e incidentes previos
En Puno, múltiples caminos en la región fueron bloqueados por manifestantes que buscaban impulsar una huelga general en Perú después del final de la temporada navideña, conforme a lo acordado en las reuniones previas, siendo Juliaca el epicentro de las protestas que comenzaron el 4 de enero. El 7 de enero, los manifestantes intentaron tomar al Aeropuerto Internacional Inca Manco Cápac, pero fueron dispersados por la policía con gases lacrimógenos. Se reportó que la policía hizo uso excesivo de la fuerza contra los ciudadanos de Juliaca; se vio a agentes tratando de quemar un mototaxi, lanzando gases lacrimógenos desde helicópteros contra personas, rompiendo ventanas de casas y atacando a un niño. Las autoridades también le dispararon a un reportero gráfico de la agencia EFE en la pierna, supuestamente amenazando al reportero diciendo «te vuelo la cabeza y sales muerto de aquí». Mientras tanto, durante la protesta, una tanqueta utilizada por la policía fue incendiado por los manifestantes. Además, se reportó que los manifestantes quemaron una sede de EsSalud y atacaron una ambulancia que trasladaba heridos, dejándola inoperativa.
Para el 8 de enero, Juliaca estaba totalmente inmovilizada y todas las rutas a la ciudad estaban controladas por manifestantes. Tras las manifestaciones del día anterior, grupos aimaras y quechuas de las regiones aledañas anunciaron que marcharían a Juliaca para protestar contra la opresión de las autoridades. En respuesta al llamado a protestas más grandes y para evitar los bloqueos de carreteras de los manifestantes, la Fuerza Aérea del Perú transportó municiones, gases lacrimógenos y otros equipos para responder a las protestas en el área, con un Lockheed C-130 Hercules llegando al Aeropuerto Internacional Inca Manco Cápac a las 11:00 a. m..

## Eventos
Manifestantes de Ananea, Azángaro, Ayaviri, Carabaya, Moho, Huancané y Putina marcharon a Juliaca para participar en las protestas. Los manifestantes se acercaron al Aeropuerto Internacional Inca Manco Cápac alrededor del mediodía y se manifestaron cerca. El 6 de enero en pleno enfrentamiento, dos policías heridos y la quema de un vehículo blindado de la Policía Nacional se registró en el intento de toma del aeropuerto. Los protestantes lanzaron piedras y otros objetos para derribar el cerco metálico e ingresar a la pista de aterrizaje. En respuesta, las fuerzas del orden usaron bombas lacrimógenas a fin de dispersar a los manifestantes. El Ministerio del Interior indicó que producto de estas acciones, 22 efectivos resultaron heridos. Así el Ministerio de Salud informó que entre el 4 y el 8 de enero se han reportado 62 heridos hospitalizados solo en la región Puno.
Alrededor de las 2:00 p. m. PET del 9 de enero al sexto día de las protestas, un hombre que regresaba a su casa después de vender adoquines recibió un disparo en la cabeza por parte de la policía, convirtiéndose en la primera víctima mortal. La presidenta Boluarte, que se encontraba reunida en el acto Capacidad de Acuerdo Nacional en un intento de difuminar las protestas, «mostró su lado más frío» según El País al anunciar la muerte del hombre, afirmando que «me acaban de informar que acaba de morir un civil en Puno. Hermanos de Puno y donde todavía se levantan en protestas de qué. No está claro lo que pides. Ya te expliqué que los cuatro puntos políticos no están en mis manos, lo único fue el anticipación de las elecciones y ya lo hemos propuesto».
Los individuos comenzaron a ingresar al aeropuerto a las 5:20 p. m. PET y las autoridades respondieron a la manifestación con fuerza letal. El personal médico que atendió a los heridos informó que la policía disparó a quemarropa contra los manifestantes, y el jefe de una unidad de cuidados intensivos informó sobre el posible uso de explosivos contra los ciudadanos debido al desplazamiento severo de órganos internos. La policía también cometió otros abusos. En total, 18 civiles murieron y más de 100 resultaron heridos.
La mayoría de los fallecidos eran de Azángaro, con un médico atendiendo a los heridos asesinados por las autoridades disparando contra la multitud. La policía también disparó a una adolescente mientras caminaba para comprar comida. Al hablar de las causas de muerte de las personas, el jefe de medicina de Juliaca afirmó: «Sabemos que todos han muerto por proyectil de arma de fuego». Otro grupo de manifestantes apedrearon el domicilio del alcalde de Juliaca, Óscar Cáceres Rodríguez.
A las 8:00 p. m., dos hombres vestidos de civil dejaron dos bombas lacrimógenas que explotaron, dejando una enfermera inconsciente.

### Víctimas

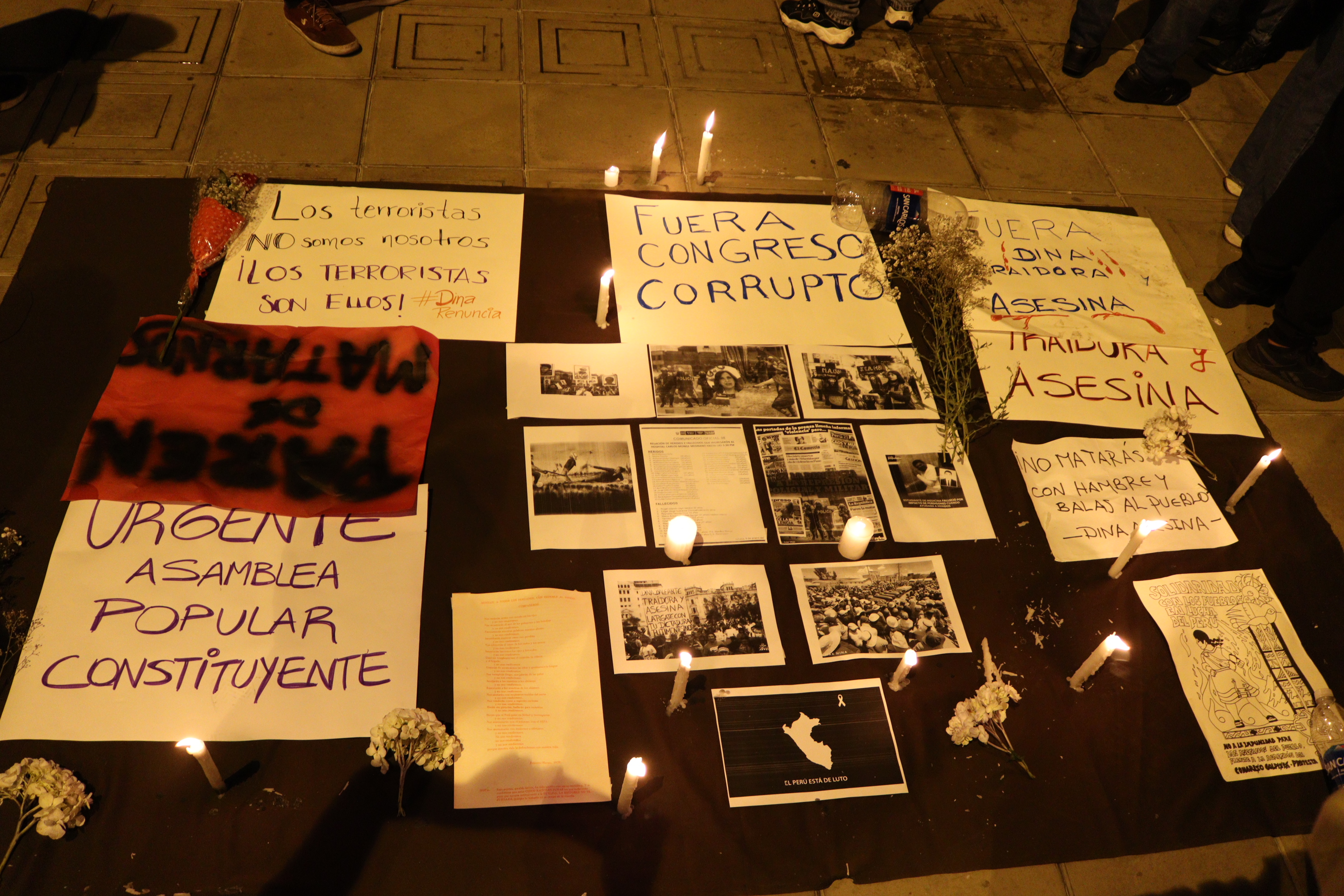
Memorial a los fallecidos

Según la ONG Human Rights Watch 11 de las 18 víctimas eran transeúntes que no participaban en las protestas:
1. Brayan Apaza Jumpiri (15 años),
2. Crhistian Mamani Hancco (22 años),
3. Gabriel Omar López Amanqui (35 años),
4. Elmer Zolano Leonardo Huanca (16 años),
5. Heder Jesús Mamani Luque (37 años),
6. Heliot Cristhian Arizaca (18 años),
7. Jhamileth Nataly Aroquipa (17 años),
8. Marco Antonio Samillán (31 años), estudiante de medicina, quien salió a las calles para socorrer a los manifestantes, luego de que se reportaran los primeros heridos,
9. Marcos Quispe Quispe (54 años),
10. Reynaldo Illaquita Cruz (19 años) y
11. Roger Rolando Cayo Sacaca (25 años).

Mientras que los manifestantes asesinados fueron:
1. Eberth Mamani Arqui (40),
2. Edgar Jorge Huarancca Choquehuanca (22),
3. Ghiovanny Gustavo Illanes Ramos (21),
4. Héctor Quilla Mamani (38),
5. Nelson Huber Pilco (22),
6. Paul Franklin Mamani Apaza (20) y
7. Rubén Fernando Mamani Muchica (53).[59]

## Consecuencias
Las unidades de inteligencia de la policía solicitaron la identificación de los periodistas que cubrían la represión policial. Tras la muerte de manifestantes a manos de la policía al intentar retomar el orden interno, durante la noche comenzaron los saqueos en la ciudad de Puno, y se vio a algunas autoridades participando en robos. Los manifestantes informaron que los saqueadores parecían ser infiltrados locales y cuando se contactó a la policía sobre saqueos en la ciudad, esta no respondió; en cambio, se vio a las autoridades abandonando la protección de las tiendas. El jefe de la Policía de Seguridad Vial de Puno fue encontrado con televisores robados y otros bienes de una tienda saqueada. Un total de 40 personas fueron detenidas por saqueo el 10 de enero. A la mañana siguiente, dos agentes fueron detenidos por desconocidos; uno de los oficiales informó que unas 350 personas los habían capturado y que su compañero había desaparecido.

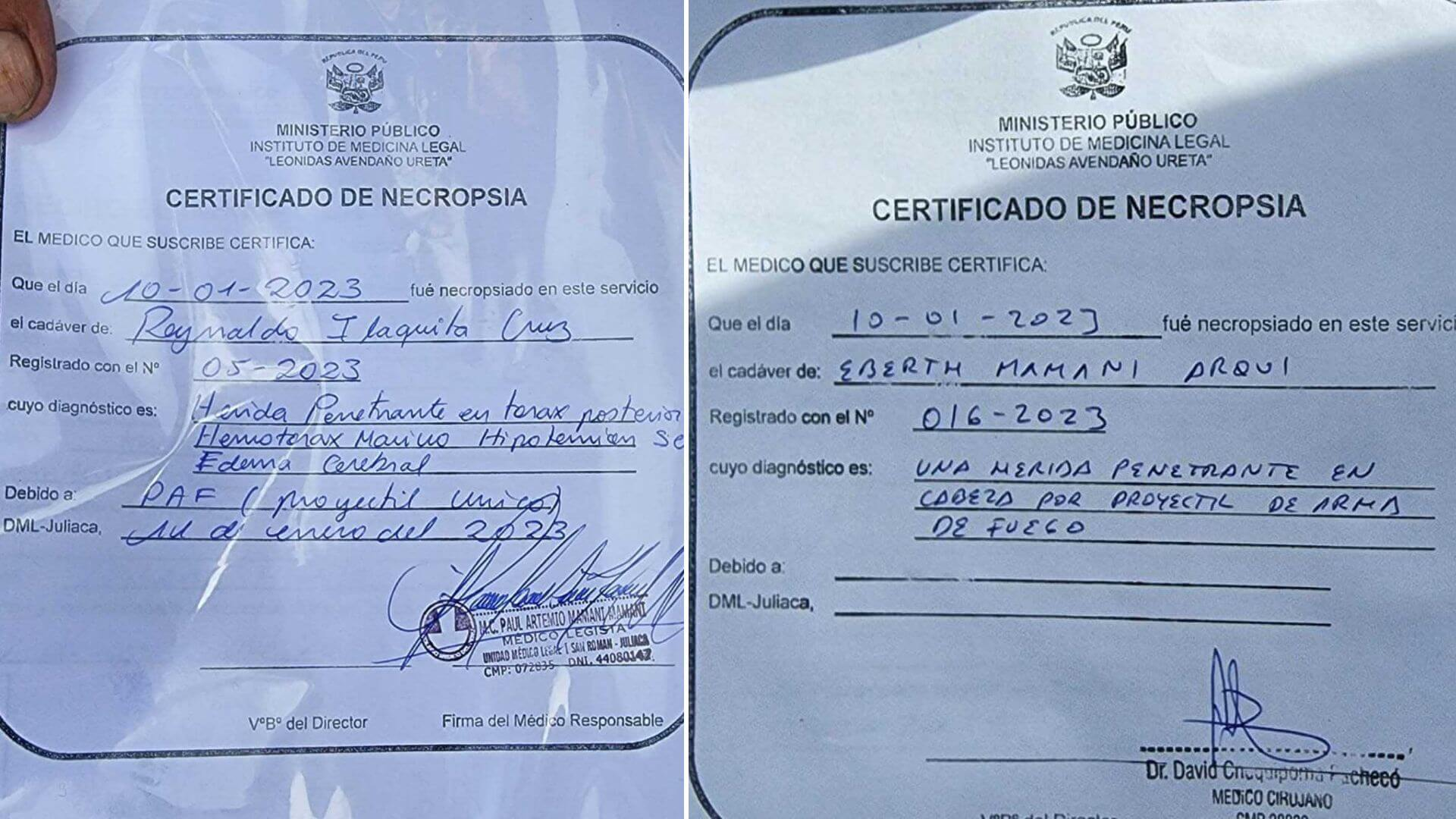
Necropsias de fallecidos en Juliaca

El 10 de enero de 2023 la Fiscal General del Perú Patricia Benavides anunció investigaciones por los presuntos delitos de genocidio, homicidio agravado y lesiones graves contra la presidenta Dina Boluarte, el primer ministro Alberto Otárola, el ministro del Interior Víctor Rojas y el ministro de Defensa Jorge Chávez.

### Asesinato de un policía

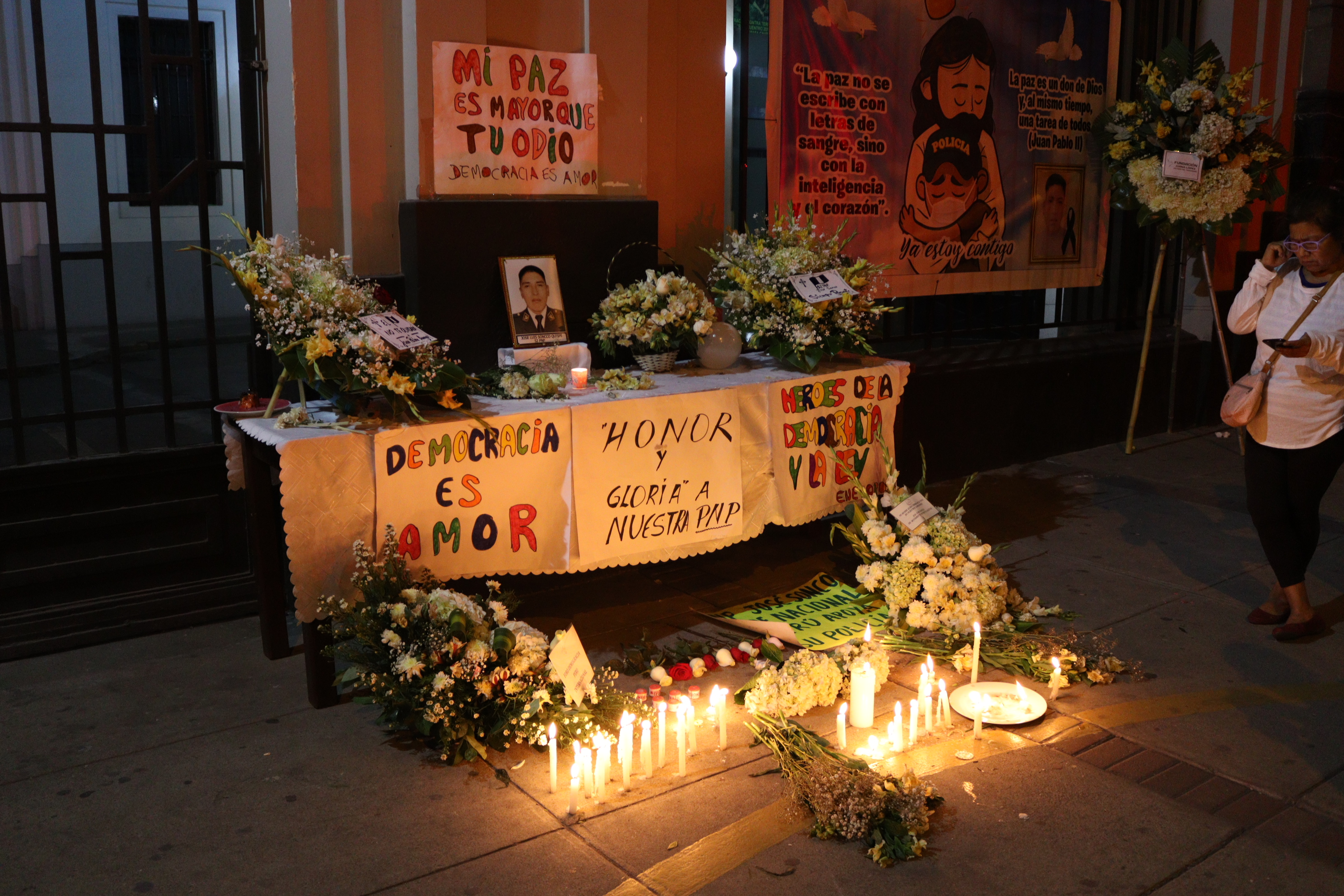
Memorial al policía fallecido en las protestas en los exteriores de la Prefectura de Lima.

En la noche del 9 de enero se supo que un patrullero se incendió. Se reportó el homicidio de un policía, Luis Soncco Quispe, quien fue incinerado dentro del vehículo. Según información del Ministerio del Interior, Soncco recibió un disparo de bala de una pistola guardada en su vehículo. Posteriormente se confirmó que falleció de un traumatismo de encéfalo craneano y que su acompañante sobrevivió. El 25 de marzo de 2023 se detuvieron a dos hombres y una mujer acusados del crimen de acuerdo a las investigaciones de la División de Homicidios de la DIRINCRI. Uno de los acusados sería un agente policía S3 PNP en situación de retiro. Se hallaron 23800 dólares entre las pertenencias de los detenidos.
Según el informe pericial de necropsia médico legal N.º 019-2023, se confirmó nuevamente que tal fallecimiento ocurrió originalmente por traumatismo encéfalo craneano y no fue quemado vivo como había declarado el primer ministro Alberto Otárola. Aun así, el portal regional El Buho señaló que el oficialismo atribuyó como autor a una presunta «turba», luego que un medio local viralizó el hecho con el cartel «Dina asesina».

### Investigaciones

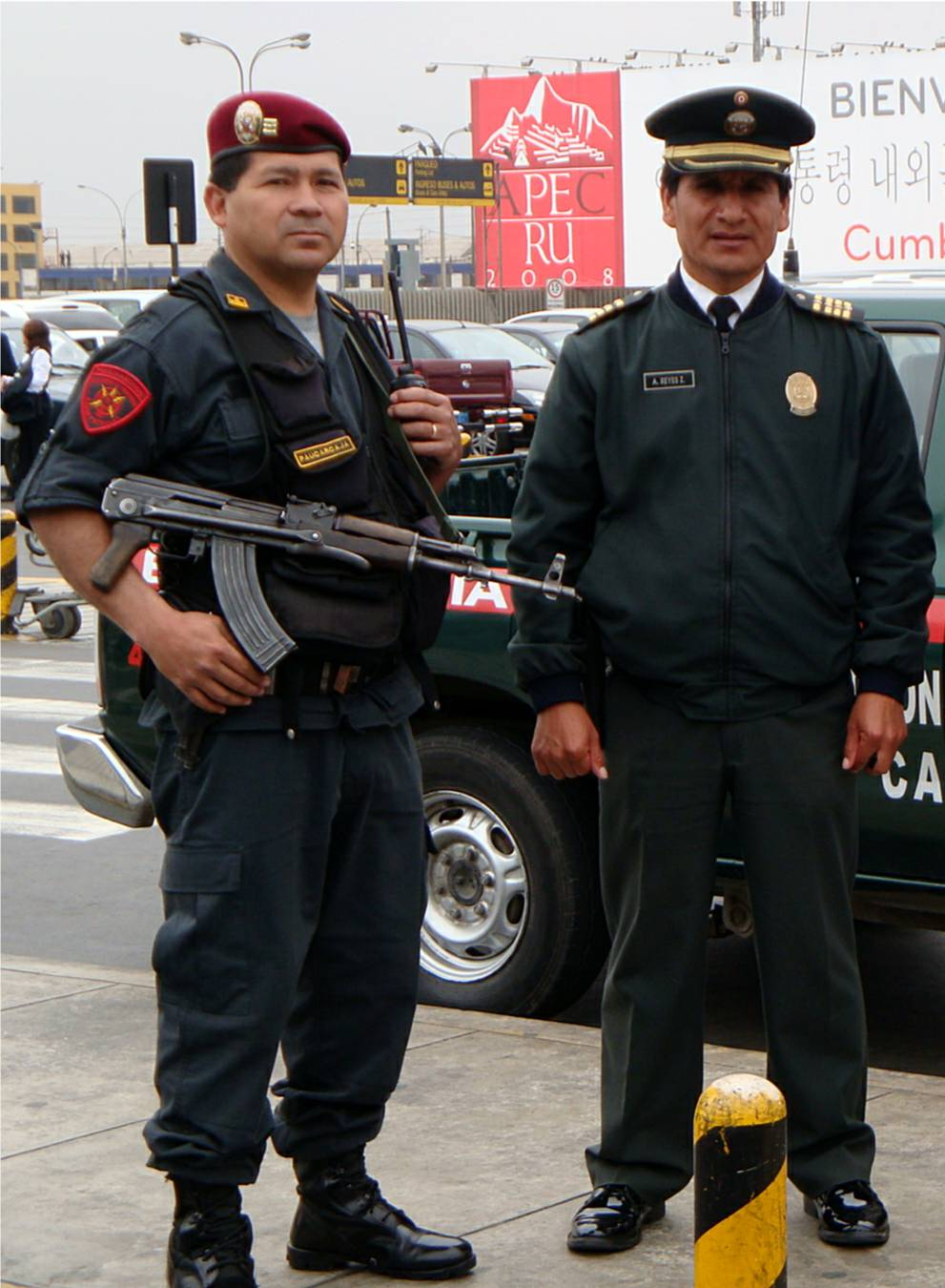
Oficial de la PNP con un rifle AKM

Las investigaciones de fragmentos de bala presentes en 9 personas fallecidas en las protestas mostraron que 6 de las víctimas tenían proyectiles de 7,62 × 39 mm en el cuerpo, 2 tenían perdigones metálicos de escopetas y 1 individuo tenía una bala de pistola; los restantes muertos presentaban heridas de entrada y salida, presuntamente por disparos a quemarropa. Videos y pruebas fotográficas, a las que tuvo acceso La República, mostraron que la PNP utilizó fusiles largos para disparar contra los manifestantes y personas cercanas. Según Dany Humpire Molina, exgerente de peritaje del Ministerio Público y médico forense, «los proyectiles parecen haber sido disparados por fusiles AKM, que es el armamento usado por la Policía nacional… Si las balas fueron encontradas dentro del cuerpo, se califican como penetrantes. Cuando los disparos son de tipo penetrante, como es el caso, son de larga distancia. Y si en el protocolo de necropsia se determina que fueron por la espalda, quiere decir que, al momento del disparo, los manifestantes estaban corriendo, huyendo». El médico forense también señaló que las balas se habían «revestido», lo que demuestra que no eran de uso civil.
La presidente Boluarte, sin embargo, se opuso a tales hallazgos, afirmando en cambio que «Hoy sabemos que un tipo de armas de fuego y municiones habrían ingresado al país por el sur del Perú» y que las autoridades no dispararon a los manifestantes, asegurando que «ni la Policía nacional ni las Fuerzas Armadas» utilizaron las municiones encontradas en las víctimas. Edgar Stuardo Ralón Orellana de la Comisión Interamericana de Derechos Humanos, afirmó «no encontramos en los manifestantes señal que dijera que están respondiendo a algún tipo de otra organización, sino una auténtica manifestación de descontento por el abandono que esa región (Puno) ha tenido históricamente». El exjefe de la Dirección Nacional de Inteligencia (DINI), general Wilson Barrantes Mendoza, también criticó la respuesta del gobierno de Boluarte, afirmando que las acusaciones de injerencia extranjera fueron «una distracción para confundir a la población, haciendo notar que tiene un componente externo. Todo lo que estamos viviendo es interno» y que la acusación de «una ‘insurgencia terrorista’ es una estupidez».
En el semanario Hildebrant en sus Trece, se cita el testimonio de un fotógrafo que fue testigo presencial de la represión que tuvo lugar en la ciudad de Juliaca. «El ejército permitió que la multitud entrara al aeropuerto, y cuando estuvo adentro, comenzó a disparar. No hubo enfrentamiento, fue una emboscada». Posteriormente el programa ATV Noticias al estilo Juliana reveló el testimonio del suboficial ahora retirado Jhon Torres Yataco. El posteriormente retirado suboficial había admitido las órdenes realizada contra los manifestante en el aeropuerto con el permiso de «su comando y de la presidencia». Sin embargo, la Fiscalía advirtió en enero de 2024 una supuesta manipulación de pruebas que entorpecería las investigaciones hacia policías.

## Impacto

### Militarización de Puno
El gobierno regional de Puno promulgó tres días de duelo, y el gobernador de Puno, Richard Huancco, dijo que la presidenta Boluarte era responsable de las muertes y que debería renunciar. Se realizó un multitudinario adiós en la plaza de Juliaca. El gobierno de Boluarte emitió un toque de queda de tres días el 11 de enero entre las 8:00 p. m. y las 4:00 a. m.
La represión policial del 9 de enero, generó un fuerte rechazo hacia las autoridades y fuerzas del orden en el departamento puneño. Este sentir, se vio reflejado en la quema de la comisaría de Macusani el 18 de enero, la comisaría de Zepita el 20 de enero, la comisaría de Ilave el 21 de enero, y un puesto fronterizo en Yunguyo. En el caso de los últimos tres establecimientos, los policías la habían abandonado y se habían replegado a otras comandancias policiales o a cuarteles militares. Ante la dificultad de los efectivos policiales de controlar las manifestaciones, el gobierno envió a más de 500 militares a Puno el 25 de enero. Una facción de estos soldados, fueron impedidos de ingresar a Puno por la región Moquegua por un numeroso grupo de manifestantes, con el pasar de las horas, optaron por otras vías. El 7 de febrero, comuneros amenazaron a los policías de Mazocruz con quemar su puesto policial si no se retiraban en el plazo de 24 horas de la localidad. El 10 de febrero, pobladores expulsaron a una tropa militar de Desaguadero.
Cabe recalcar, que el departamento de Puno es el punto con mayor cantidad de muertes a nivel nacional. Otros acontecimientos violentos al sur del Perú, también ocurrieron en Apurímac, Ayacucho y Madre de Dios.

### Internacional
Al día siguiente de lo ocurrido, el martes 10 de enero, la Comisión Interamericana de Derechos Humanos (CIDH) condenó «la muerte de al menos 17 personas en las inmediaciones del aeropuerto en Juliaca, el 9 de enero, en donde también se registraron decenas de personas heridas. CIDH urge al Estado tomar medidas inmediatas para prevenir y sancionar el uso excesivo de la fuerza en las protestas sociales».

### Nacional
El exministro de Defensa y actual primer ministro de Perú, Alberto Otárola, respondió a las muertes afirmando que los asesinados «expresan una responsabilidad directa de quienes quieren dar un golpe de Estado en el país» y responsabilizó al encarcelado expresidente Pedro Castillo de las muertes. En el mismo 2023, el mismo presidente del Consejo de Ministros, Alberto Otárola, inauguró una sala del despacho con el nombre del policía asesinado, Luis Soncco Quispe.
El ministro del Interior, Víctor Rojas, defendió la respuesta de la policía en que se resaltó el respeto a los derechos humanos. Sin embargo, afirmó que una turba de manifestantes «instigaron y no se pudo controlar... ¿Estaban buscando un objetivo? Ahí está».
El Consejo de la Prensa Peruana condenó los hechos de violencia debido a la represión policial.
En Arequipa se convocó a un cacerolazo nocturno en homenaje a los afectos en aquel suceso.
En diciembre de 2023, el Gobierno Regional de Puno, en consideración a los trágicos acontecimientos ocurridos, acordó, tras un consenso con la población local, realizar una serie de actos solemnes de homenaje. Además, atendiendo a la propuesta presentada por los allegados de las víctimas, el ente regional decretó los días 8 y 9 de enero de 2024 como duelo regional. No obstante, cabe destacar que durante la ceremonia de izamiento de la bandera, solamente se contó con la presencia del personal de serenazgo municipal, sin la participación de otras autoridades nacionales.
En 2024, al cumplirse un año de lo acontecido, el dirigente Lucio Cccallo convocó a movilizaciones a las diversas organizaciones sociales de Puno. Mientras tanto, en un expediente firmado por el general de Brigada, Manuel Alarcón Elera, el Ejército felicitó a 10 oficiales de la Cuarta Brigada de Montaña involucrados en las muertes por «lograr la reinstalación de comisarías [...] en Macusani, Queñuani y el puesto de vigilancia de fronteras de Kasani» y conseguir la reactivación de los terminales aéreos y terrestres de la región, tras neutralizar a los manifestantes.

## Galería

Manifestaciones en Juliaca en el 09 de enero del 2024 tras cumplirse un año desde la masacre.
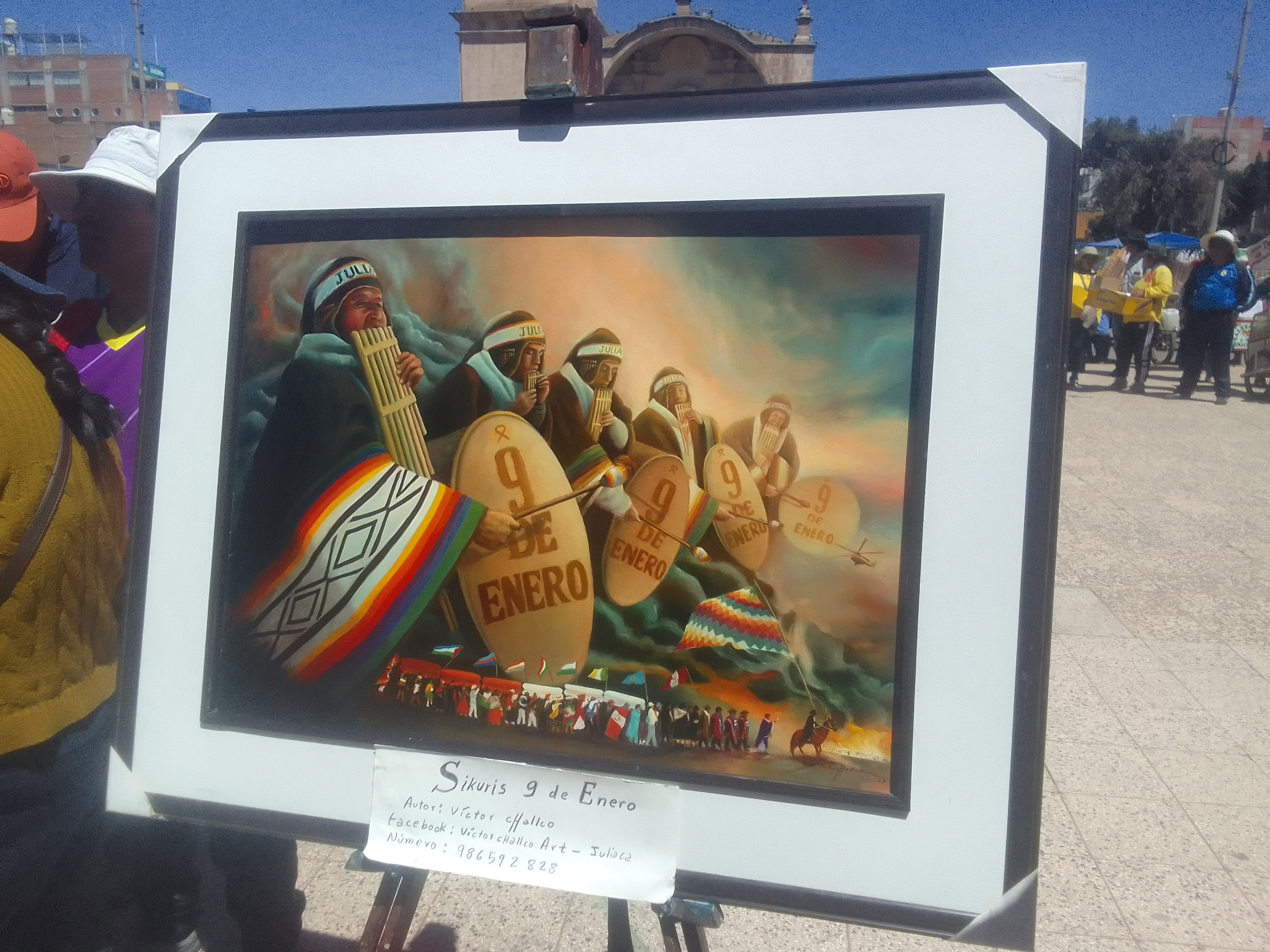
"Sikuris 9 de Enero" es una representación artística sobre la Masacre de Juliaca del 2023. La obra en cuestión fue hecha por Víctor Challco y fue presentada en la Plaza Mayor de Juliaca junto al mural cerámico "Acallamiento" el 09 de enero del 2024, conmemorando un año desde la masacre.
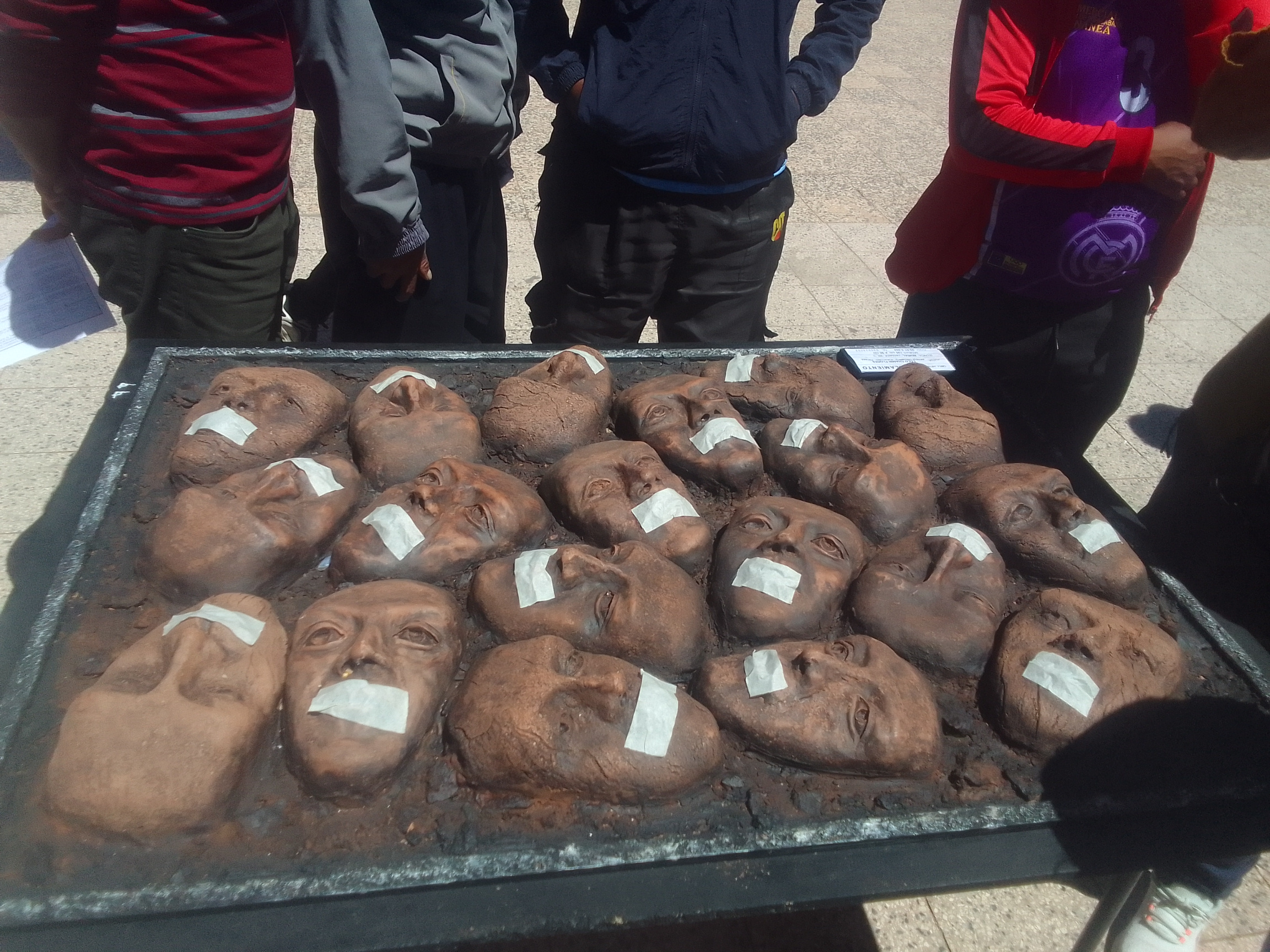
El mural en cerámica titulado: "Acallamiento" es un obra artística producida por Lolo Chambi Flores, ceramista de Pucará y parte de la empresa de cerámica "Pukallinki" ("arcilla roja" en Quechua). La obra fue presentada el 09 de enero del 2024 en Juliaca en conmemoración a los asesinados ese mismo día en el año 2023 por el gobierno peruano. El mural cuenta con las medidas de 125cm x 90cm.
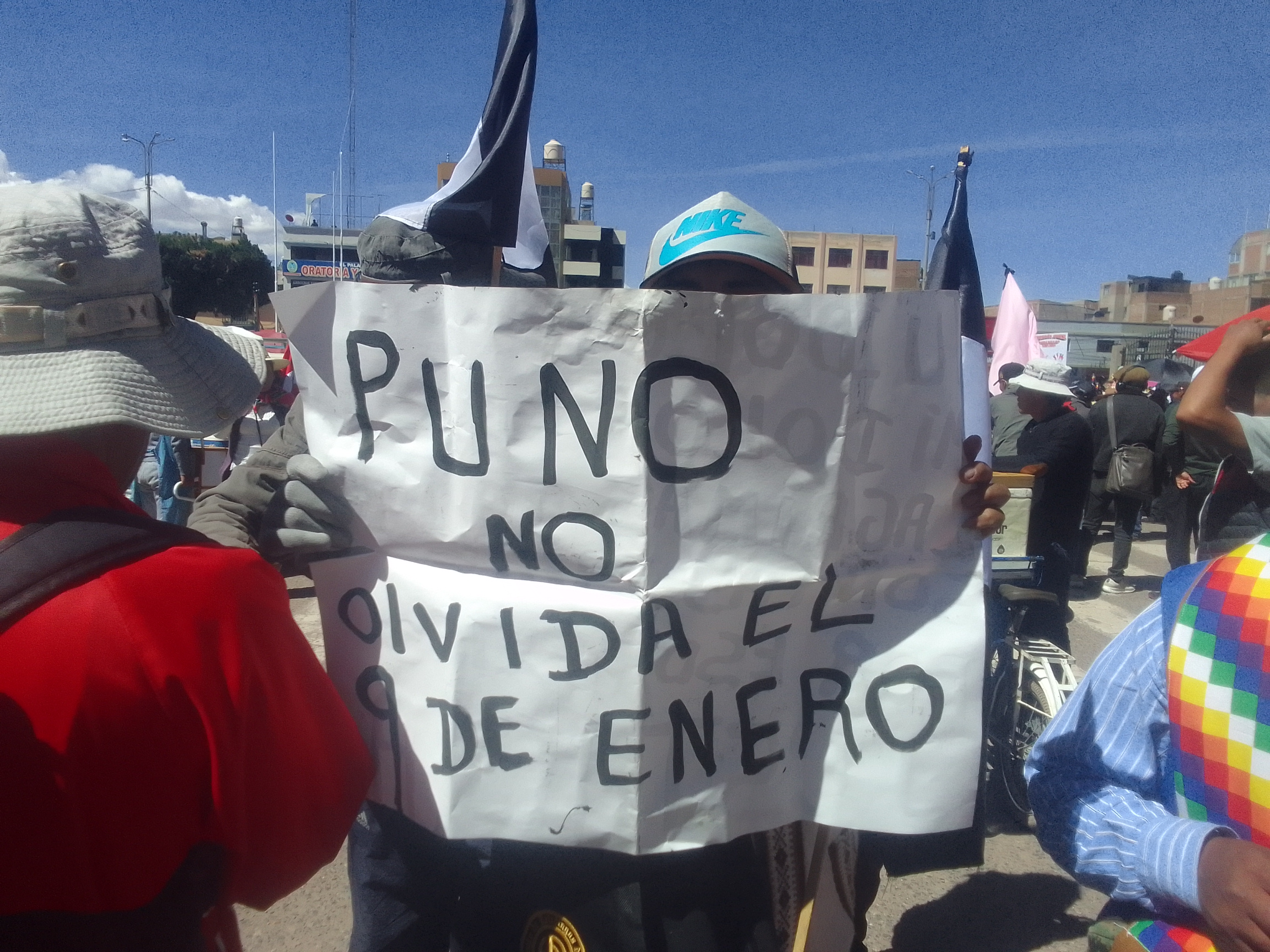
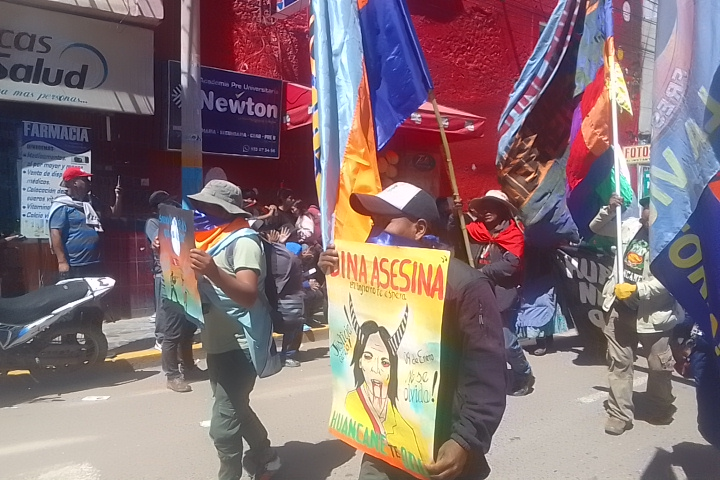
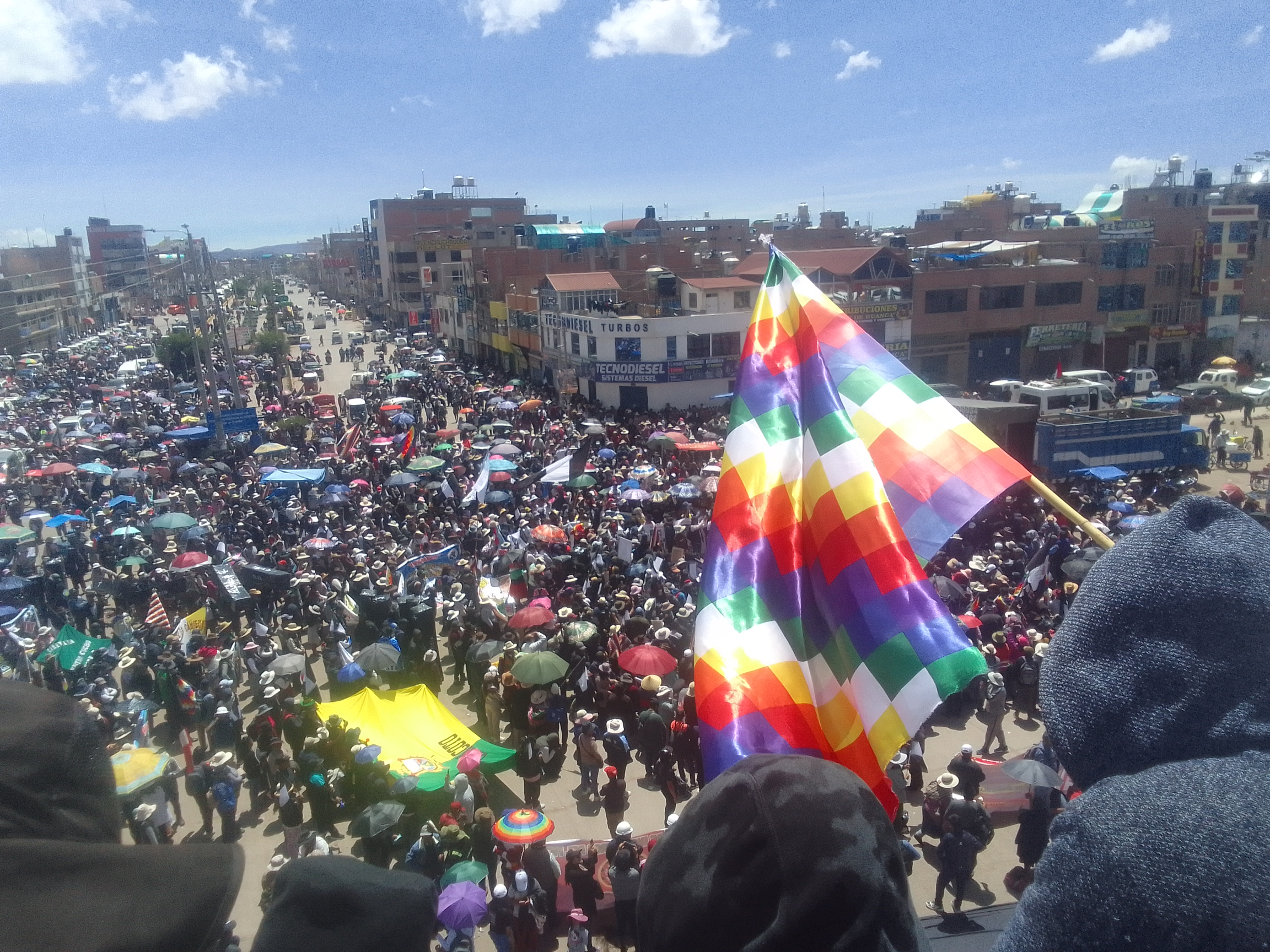
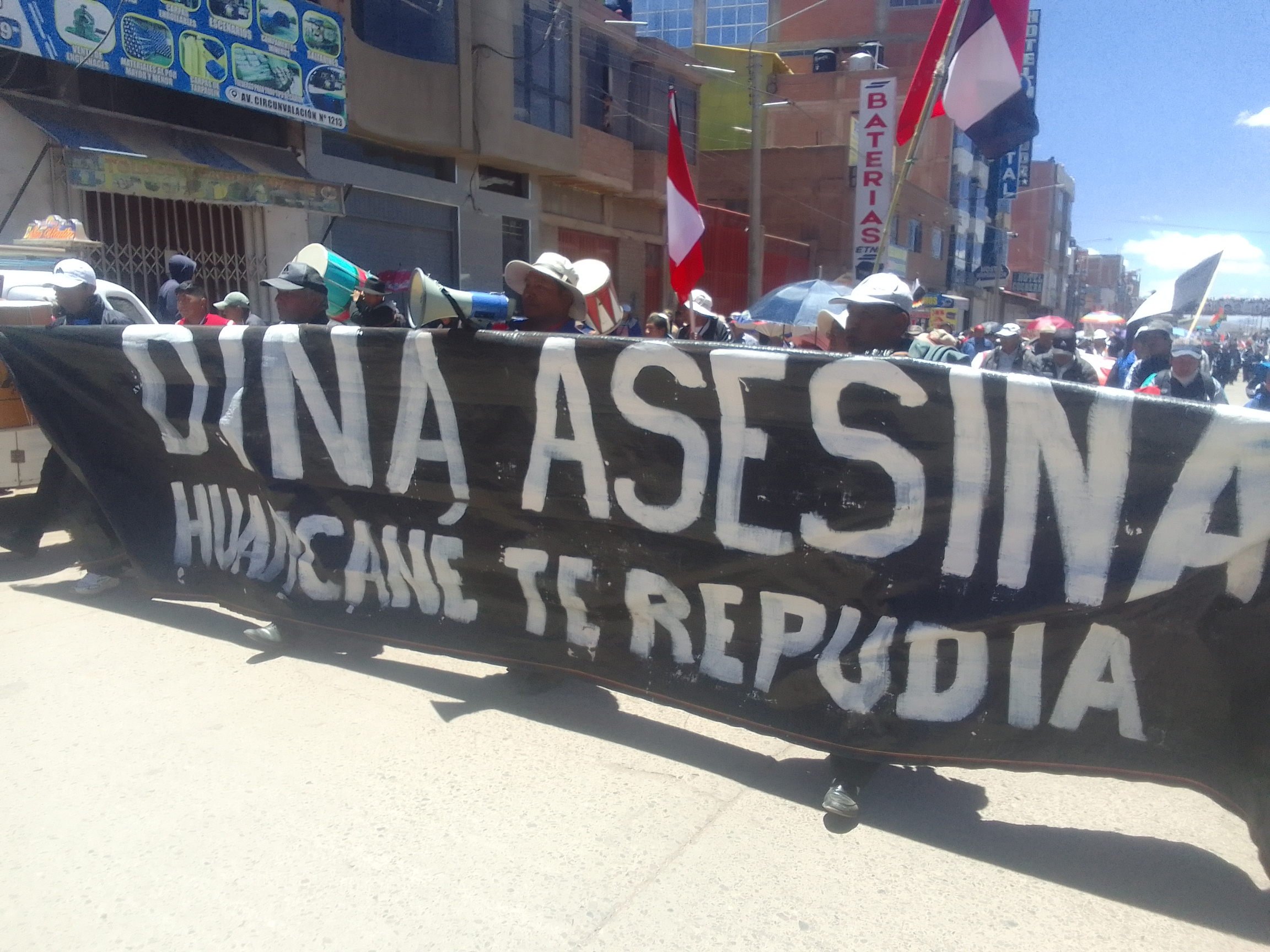
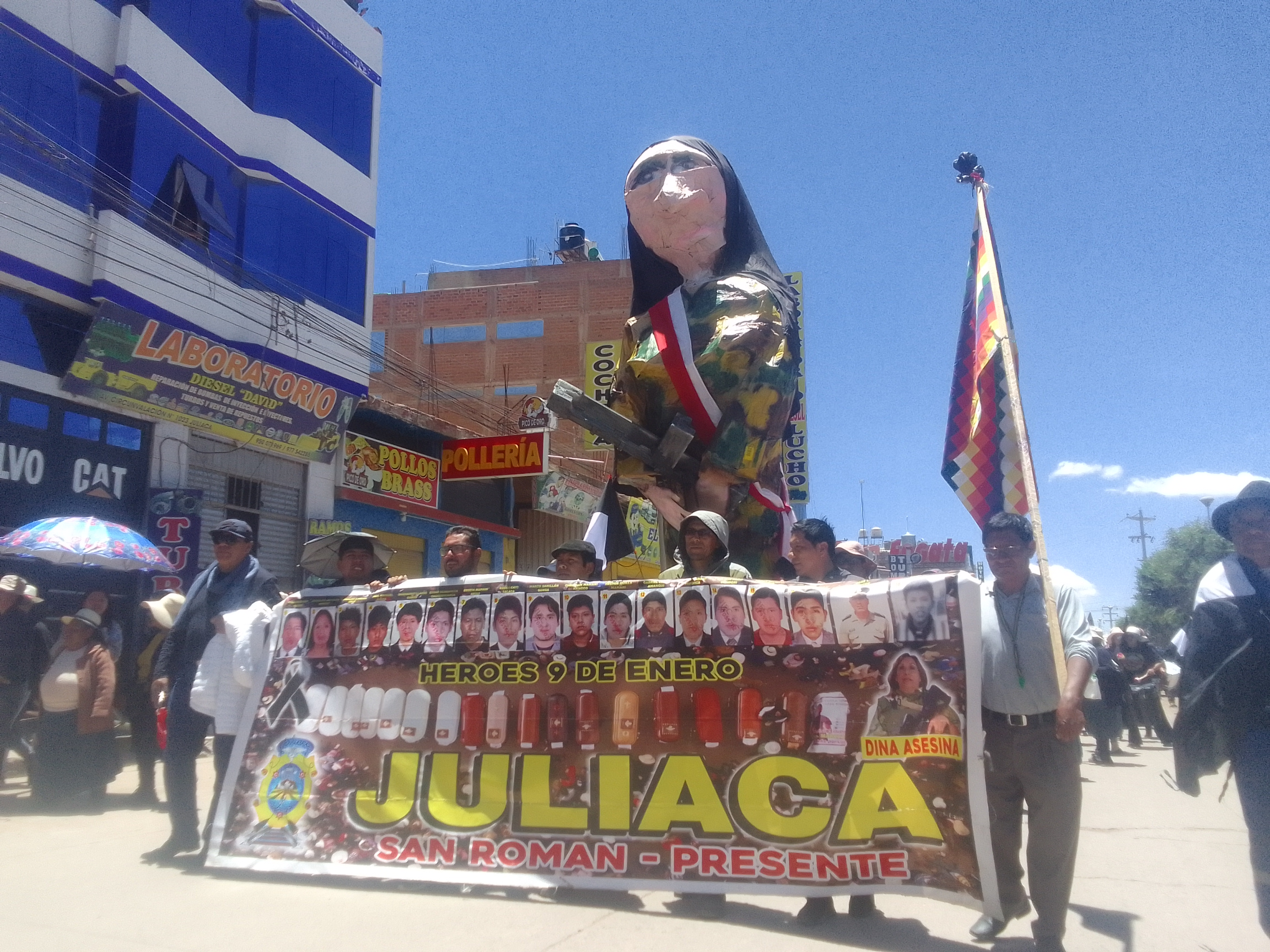
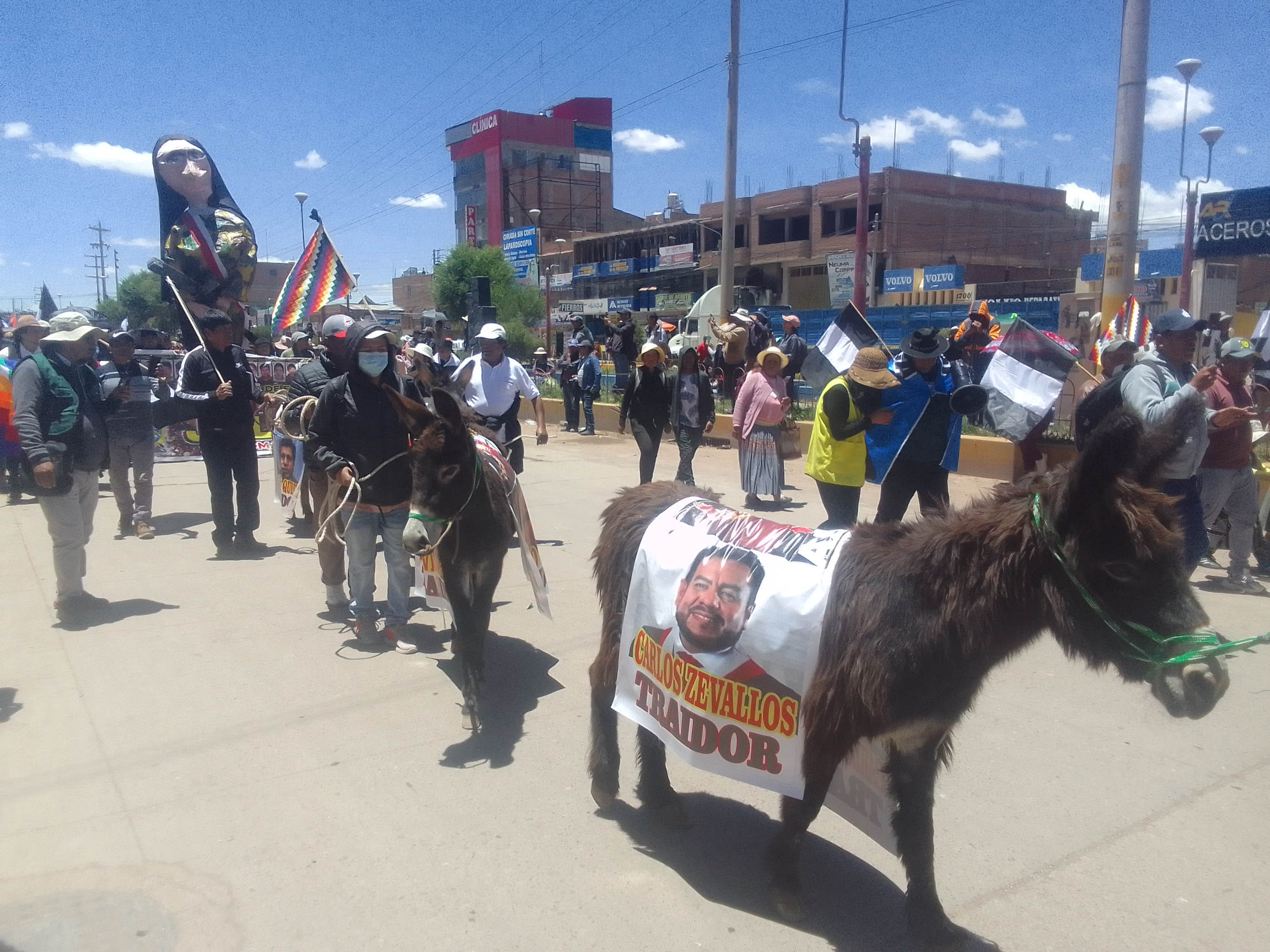
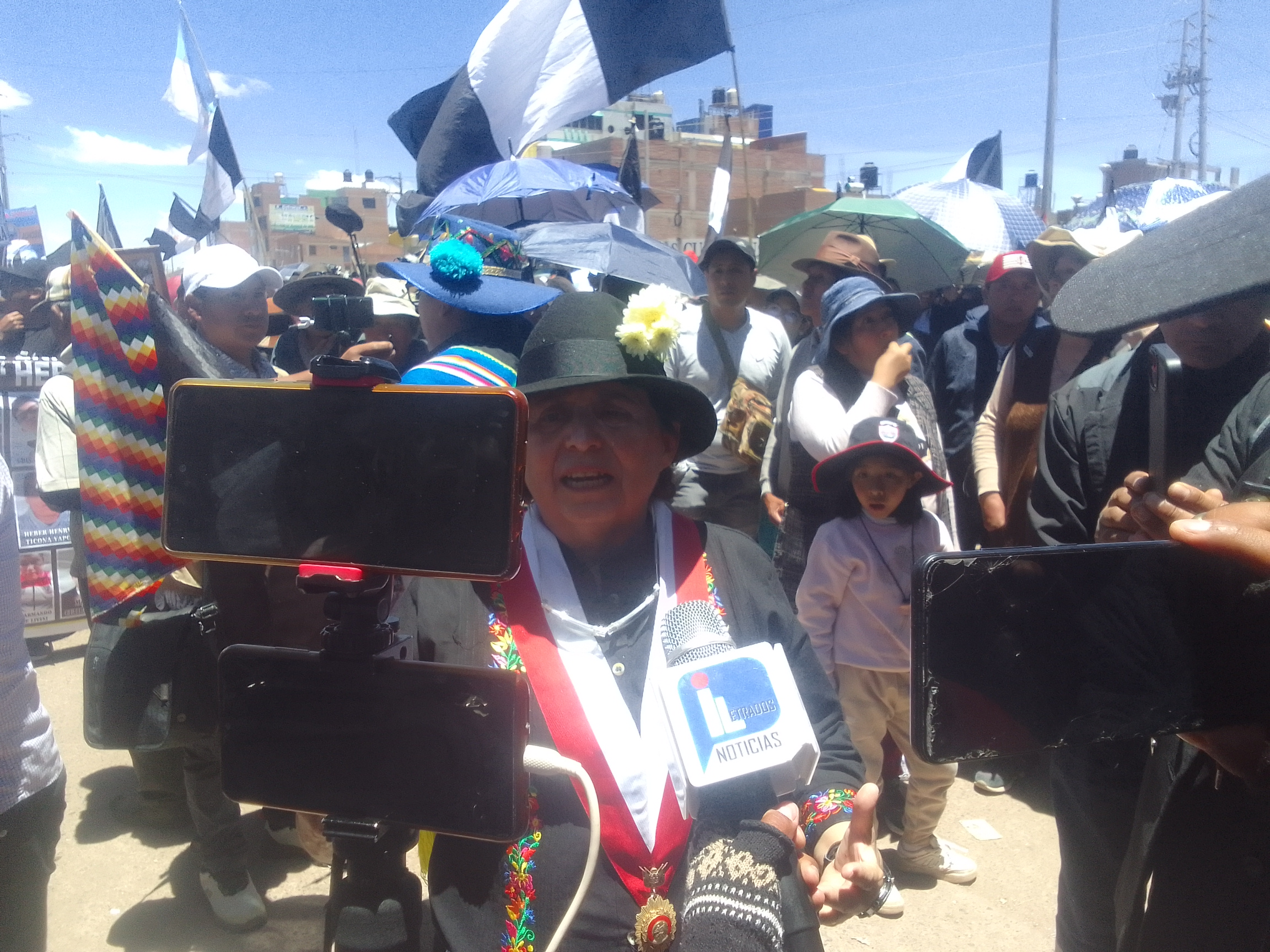
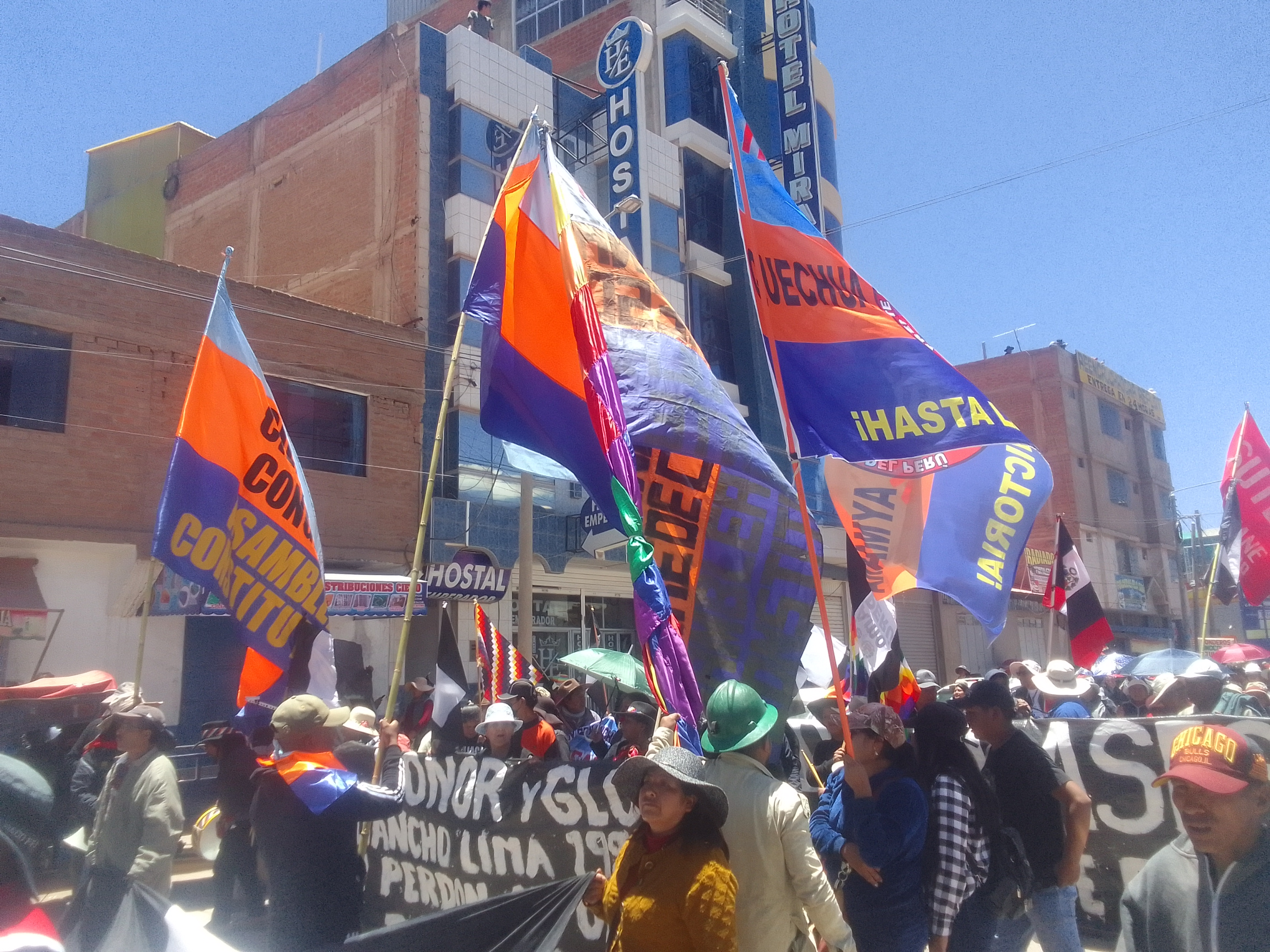
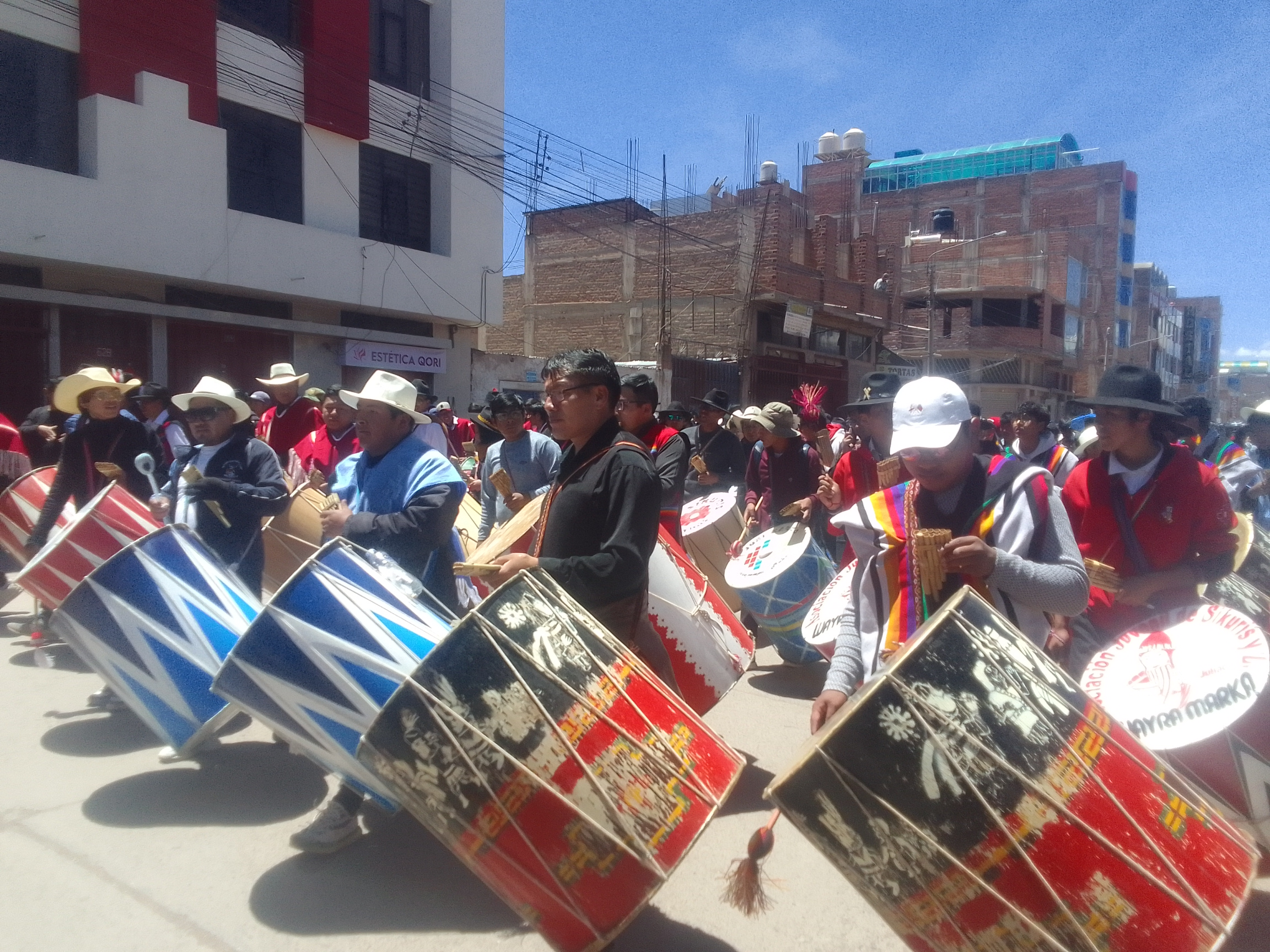
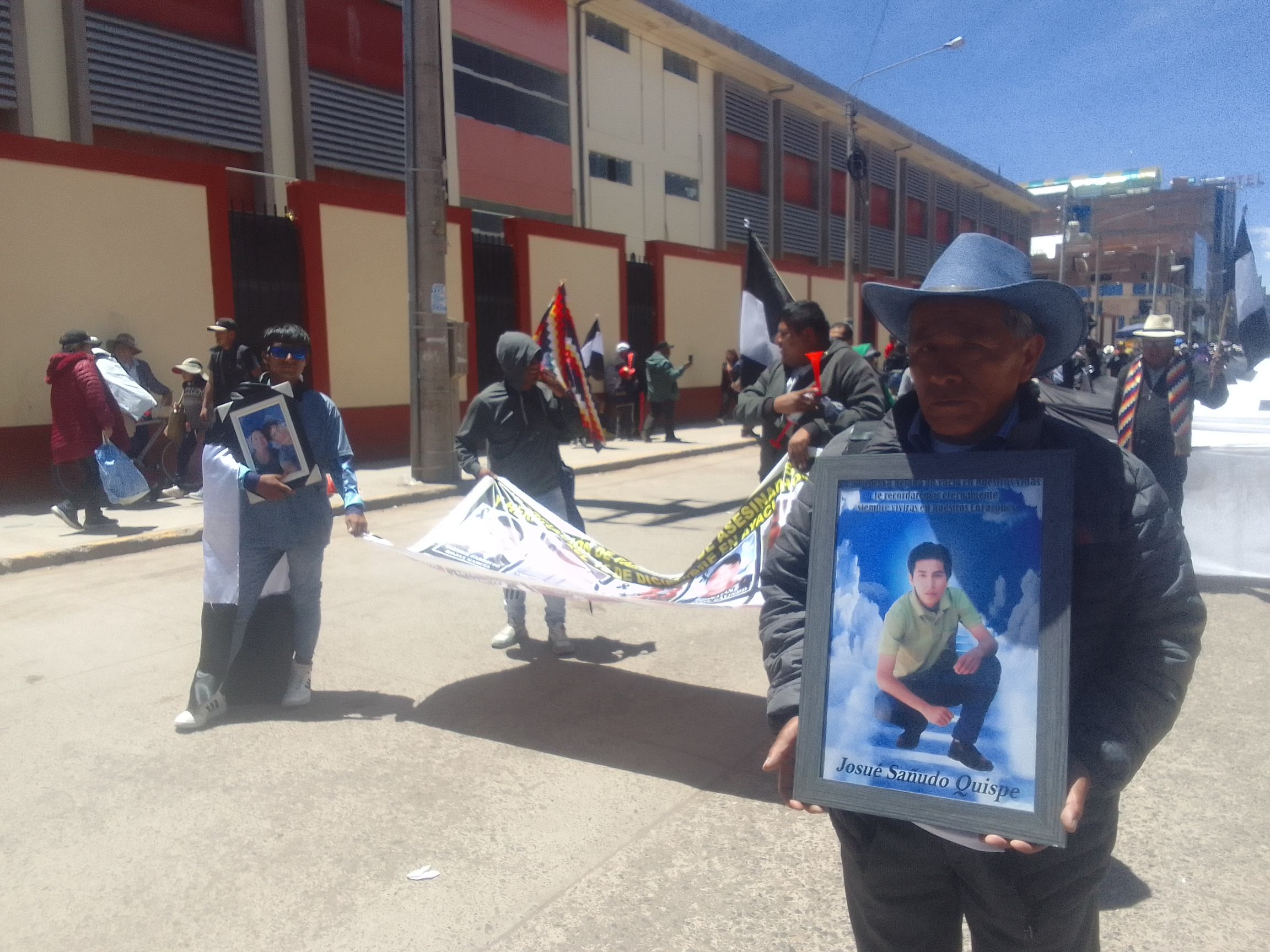
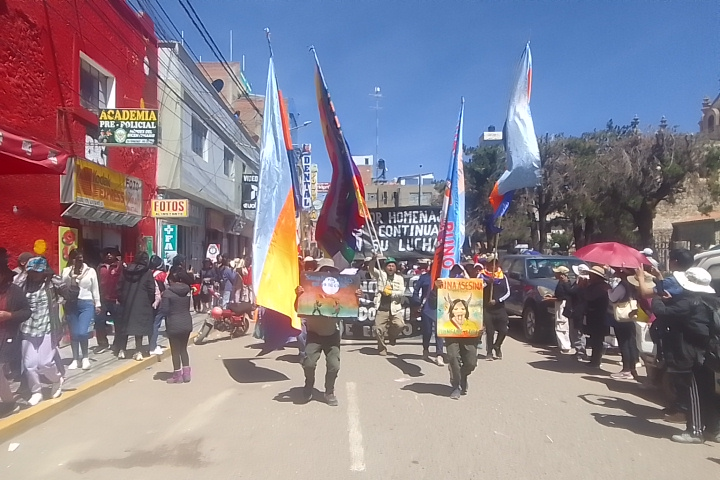